# Уолден, или Жизнь в лесу
«Уолден, или Жизнь в лесу» (англ. Walden; or, Life in the Woods) — главная книга американского поэта и мыслителя Генри Дэвида Торо. Текст представляет собой описание простой жизни в естественной среде и размышления об этом. Работа является частью личной декларации независимости, социального эксперимента, путешествия духовных открытий, сатиры и —  в некоторой степени — руководства по уверенности в себе.
Уолден подробно описывает опыт Торо в течение двух лет, двух месяцев и двух дней в хижине, которую он построил возле Уолденского пруда среди леса, принадлежащего его другу и наставнику Ральфу Уолдо Эмерсону, недалеко от Конкорда, штат Массачусетс.
Торо делает точные научные наблюдения за природой, а также метафорически и поэтически использует природные явления. Он идентифицирует многие растения и животных как по их народным, так и по научным названиям, подробно записывает цвет и прозрачность различных водоемов, точно датирует и описывает замерзание и оттаивание пруда, а также рассказывает о своих экспериментах по измерению глубины и формы дна якобы «бездонного» Уолденского пруда.

## Справочная информация
Было много догадок, почему Торо пошел к пруду. Э. Б. Уайт заявил по поводу этой заметки: «Генри вышел в бой, когда ушел в лес, и Уолден — это отчет о человеке, раздираемом двумя мощными и противоположными побуждениями — желанием наслаждаться миром и стремлением привести мир в порядок», в то время как Лео Маркс отметил, что пребывание Торо в Уолден-Понд было экспериментом, основанным на «методе и природе» его учителя Эмерсона, и что это был «отчет об эксперименте в трансцендентном скотоводстве».
Точно так же другие предполагали, что намерения Торо во время его пребывания в Уолден-Понд заключались в том, чтобы «провести эксперимент: сможет ли он выжить, возможно, даже процветать, избавившись от всей лишней роскоши, живя простой и простой жизнью в радикально ограниченных условиях?» Он думал об этом как об эксперименте в «домашнем хозяйстве». Хотя Торо отправился в Уолден, чтобы избежать того, что он считал «сверхцивилизацией», и в поисках «сырых» и «диких наслаждений» дикой природы, он также проводил значительное количество времени за чтением и письмом.
Торо использовал свое время в Уолден-Понд (4 июля 1845 — 6 сентября 1847), чтобы написать свою первую книгу «Неделя на реках Конкорд и Мерримак» (1849). Позже этот опыт вдохновил Уолдена, в котором Торо сжимает время до одного календарного года и использует периоды четырех сезонов, чтобы символизировать человеческое развитие. Погружаясь в природу, Торо надеялся получить более объективное представление об обществе посредством личного самоанализа. Простая жизнь и самодостаточность были другими целями Торо, и весь проект был вдохновлен трансценденталистской философией, центральной темой периода американского романтизма.

## Содержание
Весной 1845 года 27-летний автор, проникнувшись трансценденталистскими идеями Эмерсона, решил поставить эксперимент по изоляции от общества и сосредоточении на самом себе и своих нуждах. Он поселился на окраине Конкорда (штат Массачусетс) в построенной им самим хижине на берегу Уолденского пруда.
Всё необходимое для жизни он обеспечивал самостоятельно, проводя большую часть времени за огородничеством, рыбалкой, чтением классиков, плаванием и греблей. В общей сложности в уединении Торо провёл два года, два месяца и два дня. При этом он не прятался от людей и регулярно общался с жителями Конкорда, включая самого владельца пруда — Эмерсона.
Описание жизни Торо в лесу, впервые опубликованное им в 1854 году, не вполне соответствует действительным обстоятельствам его биографии. Так, главы расположены в хронологическом порядке в соответствии со сменой времён года и создают впечатление, что автор прожил на берегу пруда ровно год.
Своим экспериментом Торо стремился дать понять современникам с их культом материального преуспевания, что хорошо и счастливо жить можно и вне общества, удовлетворяя все естественные потребности собственным трудом. Промышленной революции и зарождающемуся обществу потребления он противопоставил свободу от материальных забот, уединение, самодостаточность, созерцательность и близость к природе.
Торо ведёт точные научные наблюдения природы, а также делает метафорическое и поэтическое описание природных явлений. Он идентифицирует многие растения и животных как по их популярным, так и по научным названиям, точно датирует и описывает замерзание и оттаивание пруда, а также рассказывает о своих экспериментах по измерению глубины и формы дна якобы «бездонного» Уолденского пруда.
Книга состоит из 18 эссе, в которых Торо делится с читателем своими наблюдениями за звуками и запахами леса и воды в разные времена года, рассказывает о своих отношениях с муравьями, сурками и прочими лесными жителями, приводит целиком старинную поэму Томаса Кэрью и выдержки из собственных стихов.

## Темы
Уолден подчеркивает важность одиночества, созерцания и близости к природе в преодолении «безрассудного» существования, которое, по его мнению, является уделом большинства людей. Книга не является традиционной автобиографией, но сочетает в себе автобиографию с социальной критикой потребительского и материалистического отношения современной западной культуры и ее удаленности от природы. О том, что книга является не просто критикой общества, но и попыткой творчески взаимодействовать с лучшими аспектами современной культуры, свидетельствует как близость Торо к Обществу Согласия, так и его восхищение классической литературой.

## Публикация и восприятие
За пять лет с момента издания «Уолдена» было продано всего 2000 экземпляров.
Мнения критиков в отношении книги разделились. Современники Торо приняли её прохладно. Роберт Луис Стивенсон назвал побег автора от общества трусостью. Поэт Джон Гринлиф Уиттьер скептически отнёсся к призыву автора «назад — к природе». Отметив, что книга представляет собой прекрасное чтиво, он назвал её весьма вредной и отдающей варварством. Тем не менее в XX веке книга заняла место в ряду наиболее знаменитых произведений американской литературы, а её автор — в ряду американских классиков и культурных героев страны. В 1922 году Роберт Фрост написал, что в одной книге Торо превзошёл всё, что было в Америке. Автобиографический герой Роберта Пирсига из книги Дзен и Искусство ухода за мотоциклом возил с собой в своем путешествии томик «Уолдена»; он находил, что его «можно читать сотни раз без устали», однако всё же критиковал, говоря, что Торо «разговаривает с другой ситуацией, с другим временем, раскрывая только зло технологии, а не решение его». В 1964 году книга сыграла значимую роль в Голливудской комедии "What a Way to Go!", как эталон простой жизни.  В 2004 году Джон Апдайк высказал мнение, что протест, выраженный автором, настолько пылок, а сам Торо настолько близок к святому отшельнику, что книга рискует стать столь же почитаемой и столь же нечитаемой, как Библия.

## Основные публикации на русском языке
- Торо Г. Д. Уолден, или Жизнь в лесу / пер. З. Е. Александровой ; изд. подгот. З. Е. Александрова, А. И. Старцев, А. А. Елистратова ; отв. ред. А. А. Елистратова. — М. : Издательство Академии наук СССР, 1962. — 240 с. — (Литературные памятники / Академия наук СССР ; председатель ред. коллегии В. П. Волгин). — 12 000 экз.